# Antoni Porta i Pallissé
Antoni Porta i Pallissé (Reus, 18 de maig de 1877 - 1939) va ser catedràtic a l'institut de Reus i periodista.
Era fill de Francesc Porta Casanovas, fabricant de pastes, i d'Isabel Pallissé, tots dos de Reus. Va studiar batxillerat a Reus i Ciències físiques i matemàtiques a la Universitat de Barcelona, on també va obtindre el doctorat. Professor adjunt a l'Institut de Reus el 1900, va obtenir la càtedra de física i química a l'institut de Sòria l'any 1911. Va tornar a Reus el 1913 on va ser catedràtic de física i química i secretari de l'Institut fins a la seva jubilació.
De molt jove es va iniciar en el periodisme i va fundar amb una colla d'amics el setmanari Reus Moderno (1896). El 1898 va dirigir Miss Pimmentón i també el 1898 formava part de la redacció de Lo Somatent. Afiliat a la Lliga Regionalista, amb aquest partit va sortir elegit regidor al consistori reusenc del 1913 al 1917. Després es va integrar al Foment Nacionalista Republicà i col·laborava en el seu portaveu Foment. Va ser president del Centre de Lectura entre 1912 i 1915 i contribuïa a la seva Revista, sobretot amb articles de divulgació científica que van ser molt populars i que signava amb el seu nom, i amb el d'O. Rovellat Prat. L'any 1922 va ser president de la comissió delegada de Reus de l'Associació Protectora de l'Ensenyança Catalana, i aquell mateix any va ser un dels membres fundadors de l'Associació de la Premsa de Reus. El 1925 va ser director del diari Reus. Va col·laborar també a Batxiller i al Diari de Reus. Incorporat a la seva càtedra a l'Institut de Reus el 1939, després del parèntesi obligat de la guerra, ja malalt, i com a protesta pel fet que les autoritats franquistes no validessin els cursos fets els anys 1936-1938 pels estudiants i els obliguessin a examinar-se de les matèries, va donar un aprovat general. «Quan va tenir tothom aprovat, va morir», diu Xavier Amorós.
Josep Maria de Sagarra el va conèixer, i en fa una descripció a les seves Memòries: «Porta i Pellisé, que era representant de la democràcia i fins potser, de l'anarquia dins d'aquell món de doctes persones. Perquè el senyor Porta, no crec que sortís mai de casa seva amb tots els botons de l'americana i quan duia el coll s'oblidava de la corbata, i quan duia els punys s'oblidava del coll. Al tribunal seia com si fes una costellada, amb una elegant asimetria i recreat abandó...»